# Giacomo de' Giacomelli
Giacomo de' Giacomelli foi um prelado católico romano que serviu como bispo de Belcastro (1542–1552).
No dia 5 de maio de 1542, Giacomo de' Giacomelli foi nomeado Bispo de Belcastro durante o papado de Paulo III, onde serviu como bispo até à sua renúncia a 14 de dezembro de 1552.
Enquanto bispo, foi o principal co-consagrador de Giulio Antonio Santorio, Arcebispo de Santa Severina (1566).